# Simon Nian
Simon Nian est une série de bande dessinée créée en 2005 pour les éditions Glénat par François Corteggiani (scénario) et Yves Rodier (dessin).
Les deux auteurs nous proposent les aventures policières d'un avocat, dans la veine des enquêtes de Gil Jourdan. En effet, au fil des pages, on découvre de nombreux clins d'œil aux aventures du célèbre détective de Maurice Tillieux. Rodier, spécialiste de la copie (voir son « pirate » de Tintin et l'Alph-Art), adopte un style graphique très proche de celui de Tillieux.
Tout au long des deux premiers albums, les auteurs rendent hommage aux grands auteurs qui ont fait la gloire du Journal de Spirou : Franquin, Will, etc.
Le premier album comporte d'ailleurs une préface de Régine Tillieux, fille de Maurice Tillieux.
Le troisième album, L'Exposition maudite, paru en 2011, s'éloigne de la veine Tillieux.